# 南非共产党
南非共产党，简称南非共（SACP），是南非的一个共产主义政党。

## 历史
1921年2月12日，国际社会主义联盟和其他几个较小的白人革命团体（包括开普敦共产党、开普敦犹太人社会主义学会、约翰内斯堡犹太人社会主义学会和德班马克思俱乐部）合并为南非共产党（Communist Party of South Africa，缩写为CPSA）。1950年，因《镇压共产主义条例》的颁布而解散。1953年，南非的共产党人重建党组织，称为南非共产党（South African Communist Party，缩写为SACP）。在南非种族隔离时期，该党与非洲人国民大会结盟，积极反对种族隔离制度。1990年2月，该党合法化。1994年南非种族隔离制度彻底废除后，该党与非洲人国民大会、南非工会大会组建执政联盟“三方联盟”，通过党员以个人身份加入非洲人国民大会的方式参与南非政治。

## 历任领袖

### 总书记
1921年：威廉·H·安德鲁斯
1925年：吉米·希尔兹
1929年：道格拉斯·沃尔顿
1929年：阿尔伯特·恩祖拉
1932年：J·B·马克斯
1933年：摩西·科塔内
1936年：埃德温·塔博·莫福察尼亚
1938年：摩西·科塔内
1978年：摩西·马比达
1984年：乔·斯洛沃
1991年：克里斯·哈尼
1993年：查尔斯·恩卡库拉
1998年：布莱德·恩齐曼德
2022年：索利·马派拉

### 主席
1921年：威廉·H·安德鲁斯
1925年：西德尼·邦廷
1931年：道格拉斯·沃尔顿
1933年：拉扎尔·巴赫
1935年：伊西·沃尔夫森
1939年：威廉·H·安德鲁斯
1953年：布拉姆·费舍尔
2007年：格韦德·曼塔谢
2017年：森泽尼·佐夸纳
2022年：布莱德·恩齐曼德